# Concatedral de Santo Tomás Moro (Tallahassee)
La Concatedral de Santo Tomás Moro (en inglés: Co-Cathedral of Saint Thomas More ) es una catedral católica ubicada en Tallahassee, la capital de Florida, al sur de los Estados Unidos. Junto con la Catedral del Sagrado Corazón en Pensacola es la sede de la Diócesis de Pensacola- Tallahassee. Santo Tomás Moro también alberga la Pastoral Universitaria Católica en la Universidad Estatal de Florida.
Las reliquias de Altar de la Co-Catedral son de San Félix y Santa Felícitas. En 1963 los planes preliminares para el nuevo Centro de Estudiantes fueron enviados a pastor Patrick Madden de la parroquia local del Santísimo Sacramento. La construcción inició dos años más tarde, el 4 de diciembre de 1965. La capilla fue inaugurada oficialmente por el obispo Hurley, el 8 de octubre de 1967.
El estado de la capilla sería de corta duración, pues en 1968, el nuevo obispo de San Agustín, Paul Tanner, sería elevado a la categoría de parroquia estudiante, donde permanecería durante siete años. El 7 de octubre de 1975, seis días después de la formación de la Diócesis de Pensacola-Tallahassee, la parroquia se hizo la Co-Catedral de Santo Tomás Moro.